# Cladonia caroliniana
Cladonia caroliniana (Schwein.) Tuck., è una specie di lichene appartenente al genere Cladonia,  dell'ordine Lecanorales.
Il nome proprio, caroliniana, sta ad indicare la provenienza dei primi esemplari rinvenuti della specie dalla Carolina del Sud.

## Caratteristiche fisiche
Il fotobionte è principalmente un'alga verde delle Trentepohlia.

## Habitat
Si trova generalmente su suoli di boschi radi.

## Località di ritrovamento
La specie è stata rinvenuta nelle seguenti località:
- USA (Illinois, Louisiana, Missouri, Ohio, Alabama, Distretto di Columbia, Florida, Maine, Michigan, New York, Rhode Island, Carolina del Sud, Virginia Occidentale).

## Tassonomia

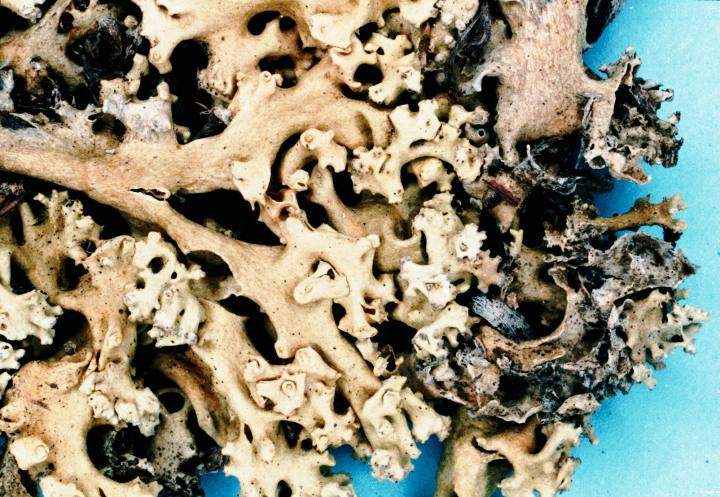
Cladonia caroliniana

Questa specie appartiene alla sezione Unciales; nell'ambito di questa sezione appartiene al gruppo C. boryi, caratterizzato dalla formazione di piccoli cristalli sulle parti apicali dei podezi, assieme a C. boryi, C. nipponica, C. dimorphoclada, C. kanewskii, C. pachycladodes, C. subreticulata, C. substellata e C. zopfii.
A tutto il 2008 sono state identificate le seguenti forme, sottospecie e varietà:
- Cladonia caroliniana f. caroliniana (Schwein.) Tuck.
- Cladonia caroliniana f. dilatata A. Evans (1932).
- Cladonia caroliniana f. dimorphoclada (Robbins) A. Evans (1932).
- Cladonia caroliniana f. fibrillosa A. Evans (1932).
- Cladonia caroliniana f. prolifera A. Evans (1932).
- Cladonia caroliniana f. tenuiramea A. Evans (1932).

## Note

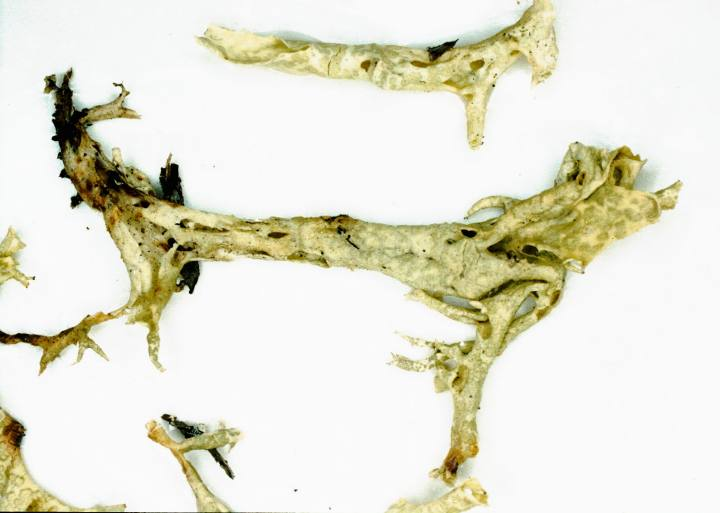
Cladonia caroliniana